# マヌエル・ベント
マヌエル・ベント（Manuel Bento、1948年6月25日 - 2007年3月1日）はポルトガル出身の元同国代表サッカー選手。ポジションはGK。
20年間にわたりベンフィカのゴールを守り、多くのタイトル獲得に貢献したほか、個人でも1977年にポルトガル最優秀選手に選出された。またポルトガル代表としても63試合に出場し、UEFA欧州選手権1984、1986 FIFAワールドカップにも招集された。

## 獲得タイトル
SLベンフィカ
- スーペル・リーガ : 1972-73, 1974-75, 1975-76, 1976-77, 1980-81, 1982-83, 1983-84, 1986-87, 1988-89, 1990-91
- ポルトガル・カップ : 1979-80, 1980-81, 1982-83, 1984-85, 1985-86, 1986-87
- ポルトガル・スーパーカップ : 1979, 1984
- ポルトガル年間最優秀選手賞 : 1977